# Fremont (Nebraska)
Fremont é uma cidade localizada no estado americano de Nebraska, no Condado de Dodge.

## Demografia
Segundo o censo americano de 2000, a sua população era de 25.174 habitantes.
Em 2006, foi estimada uma população de 25.417, um aumento de 243 (1.0%).

## Geografia
De acordo com o United States Census Bureau, a localidade tem uma área de 19,2 km², sem área coberta por água.

## Localidades na vizinhança
O diagrama seguinte representa as localidades num raio de 16 km ao redor de Fremont.